# Gare de Tsushima
La gare de Tsushima (津島駅, Tsushima-eki) est une gare ferroviaire de la ville de Tsushima, dans la préfecture d'Aichi au Japon. Elle est exploitée par la compagnie Meitetsu.

## Situation ferroviaire
Tsushima est située au point kilométrique (PK) 8,2 de la ligne Bisai. Elle marque la fin de la ligne Tsushima.

## Historique
La gare est inaugurée le 3 avril 1898.

## Service des voyageurs

### Accueil
La gare dispose d'un bâtiment voyageurs, avec guichets, ouvert tous les jours.

### Desserte
- Ligne Bisai :
  - voie 1 : direction Yatomi
  - voies 1 et 2 : direction Ichinomiya
- Ligne Tsushima :
  - voie 2 : direction Sukaguchi et Nagoya